# Tony Baldinelli
Tony Baldinelli, né le 24 novembre 1964 à Niagara Falls, est un homme politique canadien de l'Ontario. Il représente la circonscription fédérale ontarienne de Niagara Falls de 2019 à 2025 et la circonscription de Niagara Falls—Niagara-on-the-Lake depuis 2025 à titre de député conservateur à la Chambre des communes du Canada.

## Biographie
Né à Niagara Falls en Ontario, Baldinelli travaille pour la Niagara Parks Commission (en), une commission du gouvernement de l'Ontario pour la rivière Niagara, pendant 18 ans.
Tentant une entrée en politique fédérale lors de l'élection fédérale de 2000, il est défait à titre de candidat progressiste-conservateur dans la circonscription de Niagara Falls face au libéral Gary Pillitteri.
Élu député conservateur dans Niagara Falls en 2019, il est nommé conseiller spécial pour la relance du Tourisme par le chef conservateur Erin O'Toole en septembre 2020. Baldinelli est réélu en 2021. Après le renommage de la circonscription, il est réélu à la Chambre des communes dans Niagara Falls—Niagara-on-the-Lake.